# Комиссия Нэппа
Комиссия Нэппа (официальное название – Комиссия по расследованию случаев коррупции в полиции) – специальная рабочая группа из пяти лиц, сформированная в апреле 1970 года мэром Джоном Линсдеем (англ. John Lindsay) для расследования случаев коррупции в Департаменте полиции Нью-Йорка. Создание комиссии стало результатом заявлений о случаях коррупции патрульным Фрэнка Серпико и сержантом Дэвидом Дарком.

## Расследование и публичные слушания
Несмотря на то, что вновь созданная Комиссия официально начала свою деятельность по расследованию коррупции в Департаменте полиции Нью-Йорка в июне 1970 года, публичных слушаний дела не было вплоть до восемнадцатого октября 1971 года. В ходе слушаний показания по случаям коррупции помимо Фрэнка Серпико и Дэвида Дарка дали многие свидетели, включая бывшего руководителя Департамента полиции Говарда Лири (англ. Howard Leary), жертвы поборов и патрульные, обвиняемые в коррупции.
Следствием слушаний стало уголовное преследование  лиц причастных к коррупции. Спустя некоторое время после начала работы Комиссии мэром города был назначен новый Руководитель Департамента полиции - Патрик Мэрфи (англ. Patrick Murphy), для проведения мероприятий по чистке, которые включали в себя массовые переводы старослужащих, ротацию персонала в ключевых отделах, увеличение фонда оплаты информаторов и меры по противодействию подкупу полицейских со стороны граждан.

## Уайтмен Нэпп — федеральный судья
Глава Комиссии по расследованию случаев коррупции в Департаменте полиции Нью-Йорка судья Уайтмен Нэпп решением президента Ричарда Никсона был назначен федеральным судьёй от Южного округа Нью-Йорка (англ. United States District Court for the Southern District of New York).

## Рекомендации Комиссии
По итогам проведённых расследований Комиссия 15-го августа 1972 года выпустила предварительный отчёт об итогах своей деятельности. Окончательный отчёт был представлен 27-го декабря 1972 года в котором Комиссия предоставила данные о фактах  коррупции в полиции и предложила следующие рекомендации:
- руководители подразделений должны нести ответственность за действия своих подчинённых;
- руководители подразделений должны периодически представлять отчёты по ключевым направлениям, в которых возможно проявление коррупционной составляющей;
- во всех полицейских участках должны быть созданы должности офицеров отдела внутренних расследований;
- во всех полицейских участках должны быть тайные платные информаторы;
- дальнейшее усовершенствование методов и рекомендация по выявлению коррупционных схем;
- изменение отношения полицейских к своим должностным обязанностям;

## «Травоядные» и «Хищники»
Заключительный отчёт Комиссии классифицирует полицейских, вовлечённых в коррупционные схемы, на «травоядных» (англ. Grass Eaters) и «хищников» (англ. Meat Eaters). Под «травоядными» подразумеваются полицейские, которые перенимают «опыт» от своих коллег под давлением, а под «хищниками» - обдуманные и заранее подготовленные схемы по незаконному  извлечению средств.
Термин «травоядные»  используется для описания полицейских, которые «принимают денежные подношения в размере пяти, десяти, двадцати долларов от поставщиков, операторов погрузчиков, игроков и в своей основе не преследуют извлечение прибыли на постоянной основе». «Травоядные», конечно, виновны в совершении поступков такого рода, но они перенимают подобный опыт каждый день от своих коллег по службе. Комиссия заключила, что участие «травоядных» в нерегулярных поборах сродни поддержанию дружеских отношений с коллективом и подтверждение лояльности. Главным методом борьбы с подобной практикой является разделение новобранцев и старослужащих, которые могут через своё поведение развращать вновь поступивших на службу.
Под термином «хищники» определяются офицеры, которые «проводят длительное время, изучая обстановку в криминальной среде на вверенной им территории в целях извлечения незаконной прибыли. Примерам подобного поведения могут служить изъятие денежных средств у продавцов наркотиков и сутенёров в свою пользу, без должного оформления. Основной причиной подобных действий является убеждённость со стороны офицеров, что преступники заслуживают такого наказания и  в качестве самооправдания приводиться рассуждение о том, что преступники являются отбросами общества».